# Ahmed Derias
Ahmed Derias, né le 20 juin 1933, est un homme politique algérien. Membre du Front de libération nationale, il est député de la sixième circonscription électorale de la wilaya de Batna au cours de la troisième législature (1987-1992).